# الدوري الأردني للمحترفين
الشعار والهوية البصرية
في عام 2021 ، تم الكشف عن شعار جديد للدوري الأردني للمحترفين، من تصميم المصمم الأردني عبد المالك زياد النادي، حيث يعكس الهوية الكروية الحديثة بأسلوب معاصر وبسيط.
دوري المحترفين الأردني هو دوري احترافي أردني لأندية كرة القدم للرجال ويمثل دوري الدرجة الأولى لكرة القدم الأردنية. ويقام تحت إشراف الاتحاد الأردني لكرة القدم. تتكون البطولة من اثني عشر فريقًا متنافسًا . عُرف سابقًا باسم دوري المناصير الأردني للمحترفين ، بعد أن وقع اتحاد كرة القدم صفقة رعاية مع مجموعة شركات زياد المناصير. لم يعقد الدوري في أعوام 1948 ، 1953 ، 1957 ، 1958 ، 1967 ، 1968 ، 1969. ولم ينته في عام 1998. 
عقدت أول بطولة دوري في سنة 1944 وذلك بمشاركة أربعة فرق هي نادي الهومنتمن ونادي الأهلي، ونادي الفيصلي ونادي الأردن. يعتبر النادي الفيصلي الأكثر تتويجا باللقب حتى الآن حيث توج 34 مرة، ويليه الوحدات الذي فاز 17 مرة، ويليهما الأهلي بـ 8 مرات.

## تاريخ الدوري
يعتبر الدوري الأردني هو الدوري الأعرق على الصعيد العربي، إذ لم يسبق لأي دولة عربية أن نظمت بطولات مؤرخة قبل عام (1944)،  العام الذي شهد انطلاق وولادة أول دوري عربي منظم في إمارة شرق الأردن. بالعودة إلى النسخة الأولى من بطولة الدوري ورغم اختلاف المسميات التي فرضها التطور التاريخي والمنطقي للعبة على الصعيد العالمي إلا أن الدوري الأردني حافظ على أشكال تنظيمية متجانسة، فالنسخة الأولى شهدت مشاركة أربعة فرق هي الفيصلي (صاحب اللقب) والأهلي والأردن والهومنتمن.
البطولة وإن لم تكن تحت إشراف هيئة رياضية مستقلة إلا أنها حظيت باهتمام منقطع النظير من الشباب الأردني في ذلك الوقت، إلى أن تم إشهار الاتحاد الأردني لكرة القدم في عام (1949) برئاسة كنج شكري وضم في عضويته المصري عبد الفتاح هلال أميناً للسر، ورفعت المفتي أميناً للصندوق، وسليم القريوتي ممثلاً عن النادي الفيصلي، ومنير عمر ممثلاً عن النادي الأهلي وشاكر الصباغ ممثلاً عن نادي الأردن، ليتواصل حضور الاتحاد بعد ذلك عندما انضم لعضوية الاتحاد الدولي (الفيفا) عام (1957) والآسيوي عام (1975).

## الأندية المشاركة في الموسم الحالي (2024-2025)
| رقم | فريق        | المحافظة |
| 1   | الفيصلي     | عمان     |
| 2   | الوحدات     | عمان     |
| 3   | الجزيرة     | عمان     |
| 4   | البقعة      | عمان     |
| 5   | شباب الأردن | عمان     |
| 6   | السلط       | البلقاء  |
| 7   | الرمثا      | إربد     |
| 8   | الحسين      | إربد     |
| 9   | الأهلي      | عمان     |
| 10  | السرحان     | المفرق   |

## سجل الأبطال
استطاعت تسعة أندية تحقيق بطولة واحدة على الأقل للدوري الذي انطلق عام 1944. تستعرض القائمة التالية أبطال الدوري الأردني منذ انطلاقه.
| - 1944:الفيصلي - 1945:الفيصلي - 1946: الأردن - 1947:الأهلي - 1948: لم تقَم - 1949:الأهلي - 1950:الأهلي - 1951:الأهلي - 1952: الجزيرة - 1953: لم تقَم - 1954:الأهلي - 1955: الجزيرة - 1956: الجزيرة - 1957: لم تقَم - 1958: لم تقَم - 1959:الفيصلي - 1960:الفيصلي | - 1961:الفيصلي - 1962:الفيصلي - 1963:الفيصلي - 1964:الفيصلي - 1965:الفيصلي - 1966: الفيصلي - 1967: لم تقَم - 1968: لم تقَم - 1969: لم تقَم - 1970:الفيصلي - 1971:الفيصلي - 1972:الفيصلي - 1973:الفيصلي - 1974:الفيصلي - 1975:الأهلي - 1976:الفيصلي - 1977:الفيصلي | - 1978:الأهلي - 1979:الأهلي - 1980:الوحدات - 1981: الرمثا - 1982: الرمثا - 1983:الفيصلي - 1984: عمان - 1985:الفيصلي - 1986:الفيصلي - 1987: الوحدات - 1988:الفيصلي - 1989:الفيصلي - 1990:الفيصلي - 1991: الوحدات - 1992: الفيصلي - 1993: الفيصلي | - 1994: الوحدات - 1995: الوحدات - 1996: الوحدات - 1997: الوحدات - 1998: لم يستكمل - 1999: الفيصلي - 2000: الفيصلي - 2001: الفيصلي - 2002: الفيصلي - 2003: الفيصلي - 2004: الوحدات - 2005: شباب الأردن - 2006: الوحدات - 2007: الوحدات - 2008: الوحدات | - 2009: الفيصلي - 2010: الوحدات - 2011: الفيصلي - 2012: شباب الأردن - 2013: الوحدات - 2014: الوحدات - 2015: الوحدات - 2016: الفيصلي - 2017: الوحدات - 2018: الفيصلي - 2020: الوحدات - 2021: الرمثا - 2022: الفيصلي - 2023: الحسين - 2024: الحسين |

## إحصائيات البطولة
| ملاحظة : لم تقم البطولة في الأعوام 1948 \| 1953 \| 1957 \| 1958 \| 1967 \| 1968 \| 1969 ولم ينتهِ الدوري في عام 1998 | ملاحظة : لم تقم البطولة في الأعوام 1948 \| 1953 \| 1957 \| 1958 \| 1967 \| 1968 \| 1969 ولم ينتهِ الدوري في عام 1998 | ملاحظة : لم تقم البطولة في الأعوام 1948 \| 1953 \| 1957 \| 1958 \| 1967 \| 1968 \| 1969 ولم ينتهِ الدوري في عام 1998 | ملاحظة : لم تقم البطولة في الأعوام 1948 \| 1953 \| 1957 \| 1958 \| 1967 \| 1968 \| 1969 ولم ينتهِ الدوري في عام 1998 |
| رقم | النادي | بطل الدوري | مواسم البطولة |
| --- | --- | --- | --- |
| 1 | الفيصلي | 35 | 1944 ، 1945 ، 1959 ، 1960 ، 1961 ، 1962 ، 1963 ، 1964 ، 1965 ، 1966 ، 1970 ، 1971 ، 1972 ، 1973 ، 1974 ، 1976 ، 1977 ، 1983 ، 1985 ، 1986 ، 1988 ، 1989 ، 1990 ، 1992 ، 1993 ، 1999 ، 2000 ، 2001 ، 2002 ، 2003 ، 2009 ، 2011 ، 2016 ، 2018 ،2022 |
| 2 | الوحدات | 17 | 1980 ، 1987 ، 1991 ، 1994 ، 1995 ، 1996 ، 1997 ، 2004 ، 2006 ، 2007 ، 2008 ، 2010 ، 2013 ، 2014 ، 2015 ، 2017 ، 2020 |
| 3 | الأهلي | 8 | 1947 ، 1949 ، 1950 ، 1951 ، 1954 ، 1975 ، 1978 ، 1979 |
| 4 | الجزيرة | 3 | 1952 ، 1955 ، 1956 |
| 5 | الرمثا | 3 | 1981 ، 1982 ، 2021 |
| 6 | شباب الأردن | 2 | 2005 ، 2012 |
| 7 | الحسين | 2 | 2023 ، 2024 |
| 8 | عمان | 1 | 1984 |
| 9 | الأردن | 1 | 1946 |

## الملاعب المعتمد لبطولة الدوري
كانت مباريات الدوري في أربعينيات القرن الماضي تقام على ملعب المحطة، ثم انتقلت بعد ذلك إلى ملعب الكلية العلمية الإسلامية، عدا عن ملاعب الضفة الغربية التي كانت تحتضن كمّاً لا بأس به من المباريات وكان أشهرها ملعب بلدية نابلس، ملعب مدرسة الحسين بن علي وملاعب الشيخ جراح، وكان ذلك قبل تشييد ستاد عمان الدولي الذي افتتح في عام 1968 إذ إحتضن بدوره الكمّ الأكبر من مباريات الدوري حتى الآن، لتشهد المملكة تطوراً كبيراً على صعيد البنى التحتية الرياضية عقب ذلك بتشييد عديد المدن الرياضية وفي شتى المحافظات.
| اسم الملعب                   | اسم المدينة     |
| ---------------------------- | --------------- |
| ستاد عمان الدولي             | عمان            |
| ستاد الملك عبد الله          | عمان - القويسمة |
| ستاد الحسن                   | إربد            |
| ستاد الأمير هاشم             | إربد - الرمثا   |
| ستاد الأمير محمد             | الزرقاء         |
| ستاد الأمير فيصل             | الكرك           |
| ملعب الأمير حسين بن عبد الله | السلط           |
| ملعب تطوير العقبة            | العقبة          |

## هدافي الدوري الأردني
| السنة | الهداف                   | الجنسية       | النادي          | عدد الأهداف        |
| 1956  | سلطان العدوان            | الأردن        | الفيصلي         | 13                 |
| 1957  | لم يقم الدوري            | لم يقم الدوري | لم يقم الدوري   | لم يقم الدوري      |
| 1958  | لم يقم الدوري            | لم يقم الدوري | لم يقم الدوري   | لم يقم الدوري      |
| 1959  | محمد البنا               | الأردن        | الجزيرة         | 13                 |
| 1960  | شفيق عدس                 | الأردن        | الجزيرة         | 14                 |
| 1961  | شفيق عدس                 | الأردن        | الجزيرة         | 10                 |
| 1962  | علي تيم                  | الأردن        | الاتحاد         | 9                  |
| 1963  | إبراهيم موسى             | الأردن        | القوقازي        | 9                  |
| 1964  | سلطان العدوان            | الأردن        | الفيصلي         | 9                  |
| 1965  | عادل عيسى حسونة يدج      | الأردن        | الجزيرة الأهلي  | 13                 |
| 1966  | جمال حميد                | الأردن        | الشباب          | 13                 |
| 1967  | لم يقم الدوري            | لم يقم الدوري | لم يقم الدوري   | لم يقم الدوري      |
| 1968  | لم يقم الدوري            | لم يقم الدوري | لم يقم الدوري   | لم يقم الدوري      |
| 1969  | لم يقم الدوري            | لم يقم الدوري | لم يقم الدوري   | لم يقم الدوري      |
| 1970  | لم يقم الدوري            | لم يقم الدوري | لم يقم الدوري   | لم يقم الدوري      |
| 1971  | جودت عبد المنعم          | الأردن        | الفيصلي         | 16                 |
| 1972  | مصطفى العدوان            | الأردن        | الفيصلي         | 9                  |
| 1973  | جودت عبد المنعم          | الأردن        | الفيصلي         | 13                 |
| 1974  | وليد عنبتاوي             | الأردن        | الفيصلي         | 6                  |
| 1975  | محمد الحاج علي حسونة يدج | الأردن        | الجزيرة الأهلي  | 5                  |
| 1976  | نصر قنديل إبراهيم مصطفى  | الأردن        | الوحدات الفيصلي | 11                 |
| 1977  | وليد مولا                | الأردن        | الجيل           | 8                  |
| 1978  | احمد خليل                | الأردن        | الأهلي          | 6                  |
| 1979  | احمد خليل                | الأردن        | الأهلي          | 11                 |
| 1980  | سهل غزاوي                | الأردن        | الحسين          | 14                 |
| 1981  | خالد الزعبي              | الأردن        | الرمثا          | 14                 |
| 1982  | منير مصباح               | الأردن        | الحسين          | 9                  |
| 1983  | إبراهيم سعدية            | الأردن        | عمان            | 13                 |
| 1984  | جمال إبراهيم             | الأردن        | النصر           | 12                 |
| 1985  | جمال إبراهيم             | الأردن        | النصر           | 15                 |
| 1986  | راتب الداوود             | الأردن        | الرمثا          | 12                 |
| 1987  | فايز بديوي               | الأردن        | الرمثا          | 9                  |
| 1988  | فايز بديوي               | الأردن        | الرمثا          | 10                 |
| 1989  | خالد العقوري             | الأردن        | الرمثا          | 15                 |
| 1990  | عارف حسين                | الأردن        | الحسين          | 11                 |
| 1991  | جهاد عبد المنعم          | الأردن        | الوحدات         | 15                 |
| 1992  | عارف حسين                | الأردن        | الحسين          | 13                 |
| 1993  | جريس تادرس               | الأردن        | الفيصلي         | 19                 |
| 1994  | جريس تادرس               | الأردن        | الفيصلي         | 16                 |
| 1995  | إبراهيم عبد الهادي       | الأردن        | الجليل          | 18                 |
| 1996  | جريس تادرس               | الأردن        | الفيصلي         | 13                 |
| 1997  | صبحي سليمان              | الأردن        | الفيصلي         | 15                 |
| 1998  | مراد حسن                 | الأردن        | الوحدات         | 13 لم يكتمل الدوري |
| 1999  | بسام الخطيب              | الأردن        | الأهلي          | 22                 |
| 2000  | جريس تادرس               | الأردن        | الفيصلي         | 24                 |
| 2001  | فادي لافي                | دولة فلسطين   | الوحدات         | 16                 |
| 2002  | محمود شلباية             | الأردن        | الوحدات         | 22                 |
| 2003  | حسن عبد الفتاح           | الأردن        | الوحدات         | 7                  |
| 2004  | علاء إبراهيم             | مصر           | الوحدات         | 14                 |
| 2005  | عبد الهادي المحارمة      | الأردن        | الفيصلي         | 14                 |
| 2006  | عوض راغب                 | الأردن        | الوحدات         | 16                 |
| 2007  | محمود شلباية             | الأردن        | الوحدات         | 14                 |
| 2008  | محمد عبد الحليم          | الأردن        | البقعة          | 13                 |
| 2009  | أحمد مرعي                | الأردن        | الحسين          | 14                 |
| 2010  | محمد عبد الحليم          | الأردن        | البقعة          | 16                 |
| 2011  | أحمد هايل                | الأردن        | الفيصلي         | 18                 |
| 2012  | عبد الله ذيب             | الأردن        | الوحدات         | 14                 |
| 2013  | حمزة الدردور             | الأردن        | الرمثا          | 13                 |
| 2014  | معتز صالحاني             | سوريا         | ذات راس         | 11                 |
| 2015  | أكرم الزوي               |               | الحسين          | 14                 |
| 2016  | مارديك مارديكيان         | سوريا         | الجزيرة         | 14                 |
| 2017  | سيمون لوكاس              | بولندا        | الفيصلي         | 14                 |
| 2018  | بهاء فيصل                | الأردن        | الوحدات         | 15                 |
| 2020  | عبد العزيز نداي          | السنغال       | الوحدات         | 17                 |
| 2021  | رونالد وانجا             | الكاميرون     | السلط           | 14                 |
| 2022  | أمين الشناينه            | الأردن        | الفيصلي         | 9                  |
| 2023  | رونالد وانجا             | الكاميرون     | الفيصلي         | 18                 |
| 2024  | مهند سمرين               | الأردن        | الوحدات         | 18                 |

| المركز | اللاعب       | الفريق  | عدد الأهداف |
| 1      | محمود شلباية | الوحدات | 127         |
| 2      | جريس تادرس   | الفيصلي | 112         |
| 3      |              |         |             |

## الجوائز المالية
قرر الاتحاد الأردني لكرة القدم رفع قيمة جائزة بطل دوري المناصير للمحترفين إلى 120 ألف دينار بدلاً من 80 ألفاً، وذلك اعتباراً من الموسم الجديد 2014-2015. وتم إقرار 15 ألفا للرابع، 12 ألفا وخمسمئة للخامس، و 7 آلاف وخمسمئة للسادس.
| المركز | الجائزة المالية بالدولار |
| الاول  | 169,444                  |
| الثاني | 112,963                  |
| الثالث | 49,421                   |
| الرابع | 21,181                   |
| الخامس | 16,944                   |
| السادس | 9,884                    |

### جوائز أخرى
- جائزة لاعب الموسم  وقيمتها 10 آلاف دولار
- جائزة أفضل لاعب أجنبي وقيمتها 3 آلاف دولار
- جائزة أفضل مدير فني  وقيمتها 10 آلاف
- جائزة أفضل حارس مرمى  وقيمتها 10 آلاف دولار
- جائزة أفضل لاعب واعد وقيمتها 5 آلاف دولار
- جائزة أفضل مدير فريق وقيمتها 5 آلاف دولار
- جائزة أفضل حكم ساحة وقيمتها 7 آلاف دولار
- جائزة أفضل حكم مساعد وقيمتها 7 آلاف دولار
- جائزة هداف الدوري وقيمتها 7 آلاف دولار

## وصلات خارجية
- الموقع الرسمي للاتحاد الأردني لكرة القدم
- الدوري الأردني من موقع مؤسسة إحصاءات وثيقة لرياضة كرة القدم